# The Things That I Used to Do

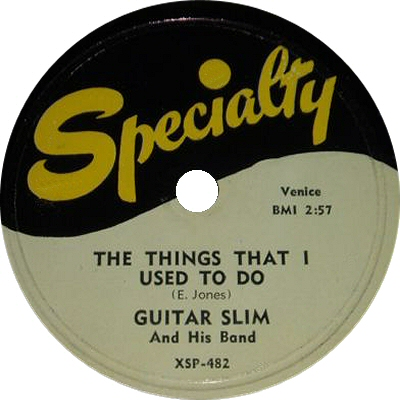
Guitar Slim

The Things That I Used to Do est une composition de blues écrite pour lui-même par Guitar Slim (Eddie Jones). Enregistrée en 1953 à La Nouvelle-Orléans, c'est Ray Charles, alors au tout début de son ascension, qui en fut producteur et responsable des arrangements musicaux. La sortie eut lieu sur Specialty Records en 1954. Cette sortie fut un des plus grands succès pour le label : le morceau resta listé dans les tableaux du rhythm and blues pendant 42 semaines.

## Contexte
Guitar Slim étant un guitariste et musicien de blues, Art Rupe le directeur de Specially Records supposait que son influence s'arrêterait au public campagnard du Sud rural. Néanmoins les stations R&B du Nord s'en emparèrent et le propulsèrent sur le circuit métropolitain. Guitar Slim se retrouva rapidement très sollicité et il eut à faire la scène de l'Apollo Theater.
Les arrangements et l'accompagnement au piano de Ray Charles accentuent dans le ton de la ferveur religieuse l'intense regret tempéré d'une acceptation toute philosophique du chant, évoquant dans ce blues les influences évangéliques la musique du gospel. Tout comme avec Fats Domino, Guitar Slim produit une voix moins urgemment adulte que le chanteur blues typique de cette époque et les textes n'y sont pas à connotation triviale.
La chanson nécessita de nombreuses prises d'enregistrement. Jones s'arrêtait souvent au beau milieu d'une prise pour des raisons diverses et il fallait tout reprendre depuis le commencement. Dans le final on peut entendre Ray Charles s'écrier « yeah! » quand il réalise qu'ils ont finalement réussi à la mener à bien.
La chanson fut un réel succès, elle eut une influence importante sur le rock 'n' roll en démontrant l'intérêt commercial d'un contenu attrayant pour le public blanc et par l'exactitude  de sa mise en son d'un effet gospel. Cette chanson est devenue un standard grâce au jeu de guitare bien particulier de Guitar Slim et à la mélodie, et elle a été introduite auprès du Rock and Roll Hall of Fame en tant que l'un des 500 morceaux fondamentaux constitutifs et prototypiques du rock 'n' roll. En 1984, elle est intronisée au Blues Hall of Fame de la Blues Foundation dans la catégorie « Enregistrement classique du Blues — Single ».

## Reprises
Cette chanson fut reprise par de nombreux artistes :
- Albert Collins
- Stevie Ray Vaughan
- Junior Parker
- Muddy Waters
- Jimi Hendrix
- Freddie King
- Chuck Berry
- Big Joe Turner - (1977)
- Elvin Bishop and The Grateful Dead in performance only - (1969)
- G. Love and Special Sauce - (1994)
- Buddy Guy
- Luther Allison
- John Mayer
- Dan Auerbach (avec son groupe The Barnburners antérieur aux The Black Keys)
- Richie Havens
- The Fabulous Thunderbirds